# ГЕС-ГАЕС Ле-Шейла
ГЕС-ГАЕС Ле-Шейла (фр. Le Cheylas) — гідроелектростанція на південному сході Франції. Розташована після ГЕС l'Echaillon, становить нижній ступінь у каскаді на річці Арк (ліва притока Ізеру, який у свою чергу є лівою притокою Рони), що на цій ділянці дренує південно-західний схил Грайських Альп та північно-східний схил Альп Дофіне.
На відміну від верхніх ступенів каскаду, для досягнення більшого показника напору подача відібраної із Арку води здійснюється не по його ж долині, а до машинного залу, розташованого далі на захід у середній течії Ізеру. Варто відзначити, що подібна схема використана поряд на ГЕС Randens, причому на тих же самих річках, але з поміняними ролями — машинний зал Randens знаходиться в долині Арку, тоді як забір ресурсу здійснюється із верхнього Ізеру.
Відпрацьована на ГЕС l'Echaillon вода надходить до невеличкого сховища Longefan, створеного на Арку за допомогою земляної дамби висотою 18 метрів та довжиною 2420 метрів. Звідси починається дериваційний тунель довжиною 19 км, діаметром 5,8 метра та пропускною здатністю 70 м3/с, який по дорозі має лише один додатковий водозабір на струмку Du Glandon (впадає зліва в Арк). Тунель виводить до водосховища Flumet, спорудженого у сточищі річки Le Breda (інша ліва притока Ізеру). Останнє утримує земляна гребля висотою 18 метрів, довжиною 600 метрів та товщиною від 13 до 140 метрів, на спорудження якої пішло 0,585 млн м3 матеріалу. Створена в результаті водойма має площу поверхні 0,68 км2, об'єм 4,8 млн м3 та призначена для накопичення води, що може подаватись до машинного залу станції в об'ємі до 220 м3/с. Крім того, вона виконує роль верхнього резервуару при роботі станції в режимі гідроакумуляції.
Машинний зал розташований за 5 км на північний захід від сховища Flumet та з'єднаний з останнім тунелем діаметром 7,5 метра. Він обладнаний двома оборотними турбінами типу Френсіс потужністю по 240 МВт, які при напорі в 260 метрів забезпечують виробництво 650 млн кВт-год електроенергії за рахунок природного припливу.
На лівобережжі Ізеру створений нижній балансуючий резервуар станції.